# الشرطة العسكرية الجزائرية
كتائب الشرطة العسكرية هي وحدات قتالية تابعة للشرطة العسكرية للجيش الجيش الوطني الشعبي الجزائري.

## تاريخ
تواجدت الشرطة العسكرية منذ إنشاء الجيش الوطني الشعبي عام 1962، وكانت هذه الوحدات أساس الوحدات الصغيرة في جميع الأفواج.
كانت هذه الوحدات في القاعدة لتقف حراسة على مستوى الفوج، وكان الغرض الرئيسي منها هو تعقب المجندين المتمردين الذين فروا أو سعوا للهروب من الخدمة الوطنية، وكان لديهم أيضًا مهمة الحفاظ على القانون والنظام داخل الأفواج. ومع ذلك، ليس لديهم سلطة قضائية، مثل وحدات الدرك الوطني. 
منذ بداية التسعينيات،  أسس الجيش الوطني الشعبي الجزائري أول كتائب للشرطة العسكرية، الكتيبة 85 و 90 BPM في بني مسوس و93. يتم تدريب رجالهم أيضًا في ESTS في بسكرة. 
كانت وحدات الشرطة العسكرية وحدات لمكافحة الإرهاب، مثل وحدات الشرطة العسكرية الصربية أو يوغوسلافيا السابقة. كانت هذه الوحدات الثلاث جزءًا من مركز التوافق والتنسيق لأعمال مكافحة التخريب (CCC / ALAS، أو اختصارًا، CLAS) خلال التسعينيات وشاركت على نطاق واسع في مكافحة المتطرفين الإسلاميين.
اليوم تقوم وحدات الشرطة العسكرية بحماية وتأمين المنشآت وتنظيم وتحريك الوحدات القتالية الكبيرة.

## بنية
كتائب الشرطة العسكرية موجودة في كل مقر في الناحية العسكرية. كما أنها توفر الأمن على مستوى المحاكم العسكرية الست وهي تابعة لمديرية القضاء العسكري.  هناك عشر كتائب للشرطة العسكرية، أي واحدة لكل منطقة عسكرية، لكن أكبر المناطق العسكرية بها عدة كتائب.
بالإضافة إلى ذلك، تعمل الشرطة العسكرية بالاشتراك مع أفواج النقل والتحكم على الطرق، مثل 571éme Régiment de Contrôle Routier  وجميع أفواج جميع السلك التي تحتاج إلى مرافقة للمناورات أو أي نشاط آخر.
قائمة كتائب الشرطة العسكرية (كتائب الشرطة العسكرية ، BPM):
- 90 BPM، الناحية العسكرية الأولى (بني مسوس)
- 91 BPM، الناحية العسكرية الأولى (البليدة)
- 92 BPM، الناحية العسكرية الثانية (وهران)
- 93 BPM، الناحية العسكرية الثالثة (بشار)
- BPM 94، الناحية العسكرية الرابعة (ورقلة)
- BPM 95، الناحية العسكرية الخامسة (قسنطينة)
- BPM 96، الناحية العسكرية الثانية (تلمسان)
- 97 BPM، 4e Region Militaire (غرداية) (قد تكون وحدة «خيالية» أو «ظل»)
- 98 BPM، الناحية العسكرية السادسة (تامنراست)
- 99 BPM، ناحية العسكرية الأولى وسط (الشلف)

## مهام
توفر الشرطة العسكرية الأمن وإنفاذ القانون داخل أفواج الجيش الوطني الشعبي. يقتصر عملها على الجيش والجيش فقط. 
مهمات كتائب الشرطة العسكرية هي:
- أمن البنية التحتية العسكرية
- حماية الضباط وكبار الشخصيات
- إدارة الأسرى العسكريين وأسرى الحرب والفارين من الجيش
- مراقبة الحركة والتوريد
- حرس الفوج
- البحث عن الأفراد
- المطاردة والبحث عن الهاربين
- محاربة الإرهاب
- أعمال الكوماندوز (في أوقات الحرب)

## الأسلحة والمعدات

### التسلح[5]
تم تجهيز جنود الشرطة العسكرية بالمعدات الأساسية لوحدات الجيش الجزائري وهي:

#### مسدس
- كاراكال

#### بندقية
- أيه كيه أم

#### رشاش
- RPD
- آر بي كي
- رشاش بي كي

#### بندقية دقيقة
- زاتسافا M93 بلاك ارو
- SVD

#### بندقية
- P202 SR

#### أخرى
Rpg7
- آر بي جي 7

### معدات فردية[5]
- DPM شعرية للجيش الجزائري
- زي الجيش الجزائري
- اخطار
- سترة مضادة للرصاص
- سترة تكتيكية
- شارة (أو مكتوب عليها «رئيس الوزراء» أو «الشرطة العسكرية» مع شارة الكتيبة)
- خوذة Spectra (بيضاء أو مع شريط شرطة عسكري أبيض اللون)
- مذياع
- جهاز لاسلكي
- عناصر زخرفية (علف أبيض، حزام أبيض، حافظة بيضاء، جورب أبيض، أكمام بيضاء.)
- سترة باللونين الرمادي والأحمر والأبيض عالية الوضوح (مكتوب عليها "Military Police" أو "PM")
- قبعة
- زي راكب الدراجة النارية الأسود مع خوذة (لسائقي الدراجات النارية)

### المركبات[5]
- مرسيدس-بنز الفئة- G (في 4 × 4 وتكوين الناقل للجنود والراديو)
- لاند روفر ديفندر (في 4X4 ونقل القوات وتكوين الراديو)
- مرسيدس بنز سبرينتر
- SNVI M120 وM230 وM260
- مرسيدس بنز يونيموج، زيتروس، أكتروس
- سيارة BMW R 1150 R.